# Мартинес, Джимми
Джимми Антонио Мартинес (исп. Jimmy Antonio Martinez; 26 января 1997 года, Лаха, Чили) — чилийский футболист, играющий на позиции полузащитник. В настоящее время выступает за чилийский клуб «Уачипато».

## Клубная карьера
Мартинес является воспитанником «Уачипато». С 2015 года — игрок основной команды. 5 апреля 2015 года дебютировал в чилийской Примере в поединке против «Кобрелоа», выйдя на замену на 65-й минуте вместо Хуана Карлоса Эспиносы. Менее чем через минуту после выхода Мартинеса на замену с поля при счёте 1:0 в пользу «Кобрелоа» был удалён вратарь «Уачипато» Фелипо Нуньес. Дебютанту Мартинесу пришлось занять место в воротах, и в следующие 25 минут он пропустил пять голов. В том сезоне Мартинес ещё лишь раз сыграл в чемпионате Чили, и только в сезоне 2016/2107 стал играть регулярно, проведя 17 матчей в чемпионате, из которых семь в стартовом составе.

## Выступления за сборную
Мартинес рассматривался в качестве кандидата на поездку со сборной Чили на чемпионат Южной Америки по футболу среди молодёжных команд 2017, проходивший в Эквадоре, но из-за полученной накануне травмы он вынужден был пропустить турнир.

## Статистика выступлений
| Выступление      | Выступление      | Выступление      | Лига | Лига | Кубки | Кубки | Международные | Международные | Итого | Итого |
| Клуб             | Лига             | Сезон            | Игры | Голы | Игры  | Голы  | Игры          | Голы          | Игры  | Голы  |
| ---------------- | ---------------- | ---------------- | ---- | ---- | ----- | ----- | ------------- | ------------- | ----- | ----- |
| Уачипато         | Примера          | 2014/2015        | 2    | 0    | 0     | 0     | 0             | 0             | 2     | 0     |
| Уачипато         | Примера          | 2015/2016        | 0    | 0    | 2     | 0     | 0             | 0             | 2     | 0     |
| Уачипато         | Примера          | 2016/2017        | 17   | 0    | 3     | 2     | 0             | 0             | 20    | 2     |
| Уачипато         | Примера          | 2017             | 3    | 0    | 1     | 0     | 0             | 0             | 4     | 0     |
| Уачипато         | Итого            | Итого            | 22   | 0    | 6     | 2     | 0             | 0             | 28    | 2     |
| Всего за карьеру | Всего за карьеру | Всего за карьеру | 22   | 0    | 6     | 2     | 0             | 0             | 28    | 2     |

1. ↑  В графу «Кубки» входят игры и голы в национальных кубках, кубках лиги и суперкубках.
2. ↑  В графу «Международные» входят игры и голы в международных клубных турнирах.